# Luzhu (Taoyuan)
Luzhu (chinesisch 蘆竹區, Pinyin Lúzhú Qū, Hakka Lu-zug-sṳ, Pe̍h-ōe-jī Lô·-tek-khu) ist ein Bezirk im Norden der regierungsunmittelbaren Stadt Taoyuan in Taiwan.

## Lage
Luzhu liegt am nördlichen Rand der Stadt Taoyuan. Es grenzt im Norden an die Taiwanstraße, im Osten an die Stadt Neu-Taipeh und den Nachbarbezirk Guishan, im Süden an die Bezirke Taoyuan und Zhongli sowie im Westen an den Bezirk Dayuan.

## Bedeutung
Nachdem Luzhu in der Vergangenheit vor allem landwirtschaftlich geprägt war, hat der Bezirk, vor allem im südlichen Viertel Nankan, heute zunehmend den Charakter einer Vorstadt der nahegelegenen Millionenstädte Taipeh und Neu-Taipeh. Luzhu liegt in unmittelbarer Nähe zum Flughafen Taiwan Taoyuan und ist an die taiwanische Autobahn 1 angebunden. Im Viertel Nankan liegt das bedeutendste Einkaufszentrum Taoyuans, die TaiMall. In Luzhu befindet sich außerdem der Sitz der Fluggesellschaft EVA Air.

## Galerie

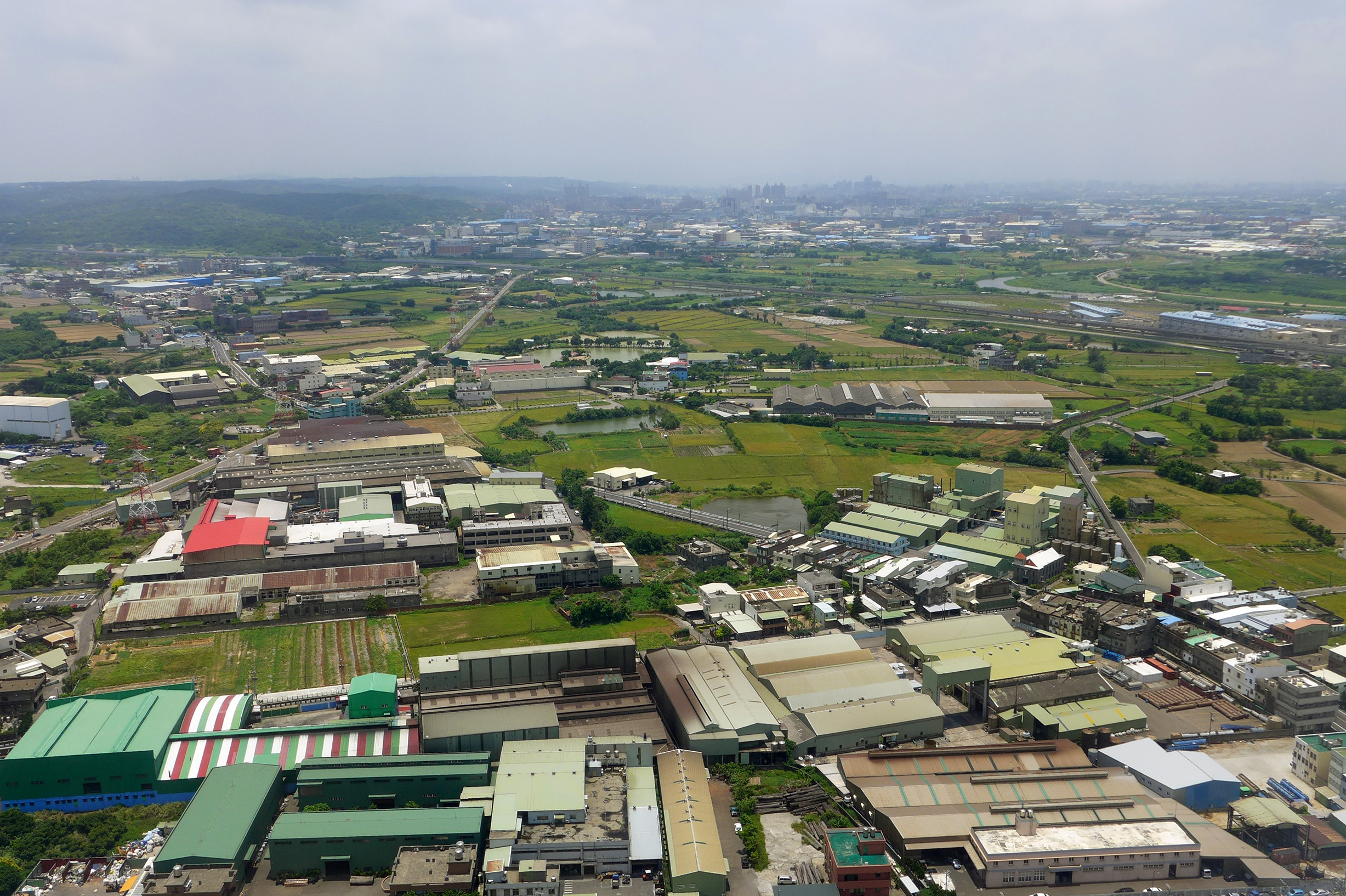
Blick auf Luzhu
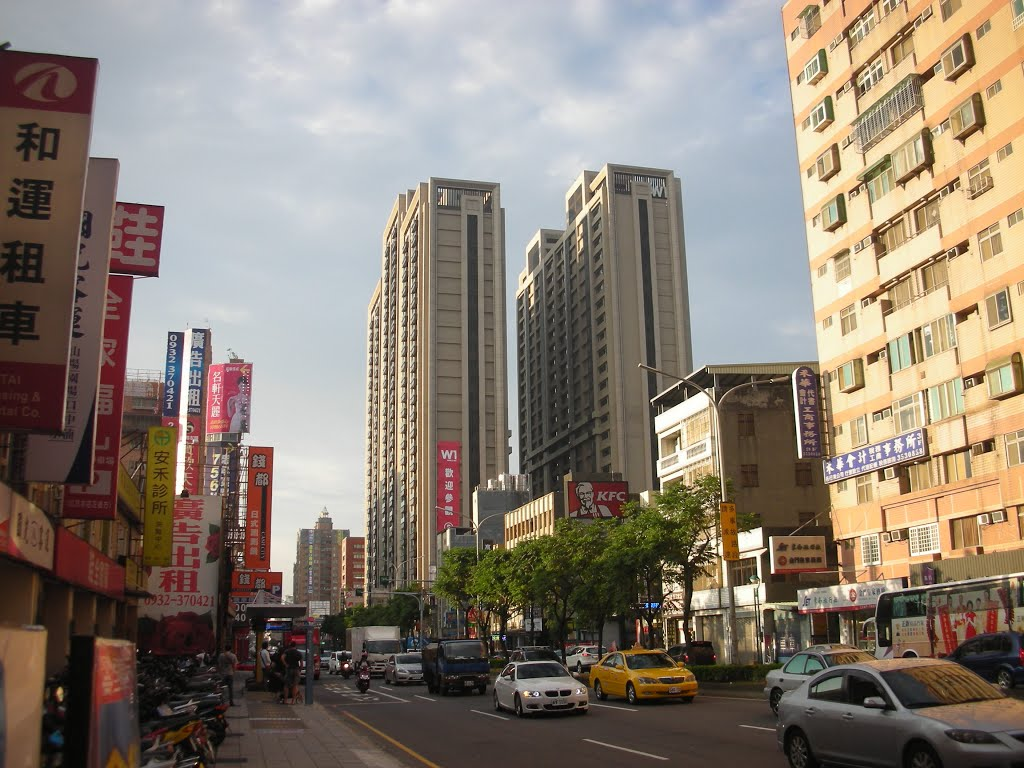
Das urbane Viertel Nankan